# Amazophrynella manaos
Amazophrynella manaos é uma espécie de anfíbio da família Bufonidae. Endêmica do Brasil, pode ser encontrada nos municípios de Manaus e São Gabriel da Cachoeira, no estado do Amazonas.